# Afghanita
La afghanita es un mineral de la clase tectosilicatos, del llamado grupo de la cancrinita. Fue descubierto en 1967 y el nombre deriva del país en que se descubrió, Afganistán.
Suele aparecer en forma de vetas delgadas cortando a cristales de lazurita.

## Formación y yacimientos

### Ambiente de formación
Se ha visto que se forma en xenolitos de caliza silificada en piedra pómez, en la cantera Pitigliano (Italia). Generalmente se forma asociado con minerales del grupo de la sodalita.

### Minerales asociados
Como minerales asociados a este suelen aparecer: vesuvianita, sodalita, pirita, flogopita, olivino, nefelina, lazurita, diópsido y calcita.

### Localidades
Existen yacimientos de este mineral en: Afganistán, Tayikistán, Canadá, EE. UU., Alemania, Rusia e Italia.